# Vena cava superior

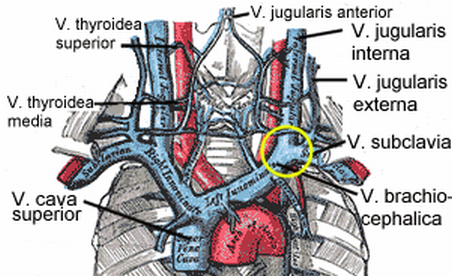
Obere Hohlvene (unten im Bild); gelb eingekreist: Venenwinkel

Die Vena cava superior (zu deutsch obere Hohlvene) ist ein kurzes kräftiges venöses Blutgefäß der Brusthöhle. Bei Tieren wird sie als Vena cava cranialis („vordere Hohlvene“) bezeichnet.
Sie entsteht aus dem Zusammenfluss der rechten und linken Vena brachiocephalica retrosternal in Höhe der ersten Rippe und sammelt damit das Blut aus dem Kopf, Hals und den oberen Extremitäten. Auf Höhe der dritten Rippe mündet die Vena azygos in die obere Hohlvene. Die Vena cava superior verläuft im Mediastinum und mündet von oben in den rechten Vorhof des Herzens. Als Normvariante kann die linke obere Hohlvene persistieren.
Die Vene hat bei Erwachsenen keine Venenklappe, weshalb es bei einer Trikuspidalinsuffizienz zu einem Blutrückfluss in die Vena jugularis interna kommt, der als sogenannter Venenpuls wahrgenommen werden kann.